# Centre médical universitaire de Loma Linda
 (février 2024).
Le centre médical universitaire de Loma Linda (en anglais, Loma Linda University Medical Center ou LLUMC) est un hôpital universitaire adventiste sur le campus de l'université de Loma Linda à Loma Linda en Californie. Il est renommé mondialement[source secondaire nécessaire] pour ses interventions chirurgicales en protonthérapie et transplantation cardiaque infantile.

## Histoire
Sur les conseils d'Ellen White, John Burden contribua en 1905 à obtenir l'acquisition d'une propriété sur une colline appelée Loma Linda (en espagnol, " Belle colline ") dans le comté de San Bernardino au sud de la Californie. Les adventistes du septième jour y établirent une école et un sanitarium (un centre hospitalier où " l'on apprend à être en bonne santé "). Le Sanitarium de Loma Linda démarra ainsi en novembre 1895 avec Dr. Julia White, Dr. George Abbott et plusieurs infirmières qualifiées. La principale tour du centre médical est inaugurée en 1967.

## Services
Cet hôpital universitaire de 11 étages et de plus de 400 médecins permet aux étudiants de l'université de Loma Linda de s'exercer aux métiers de la médecine et de la santé. Il possède une capacité d'environ 900 lits. Il sert de centre d'urgence niveau 1 pour le comté de San Bernardino et le reste de l'Inland Empire. Il est notamment spécialisé pour intervenir contre les morsures venimeuses de serpents. Il dispose de deux héliports pour transporter rapidement les blessés graves.
Le centre médical comprend plusieurs unités :
- Loma Linda University Children's Hospital (LLUCH) - l'hôpital des enfants.
- Loma Linda University Medical Center East Campus - le centre médical du campus Est.
- Loma Linda University Behavioral Medicine Center (LLUBMC) - le centre de la médecine comportementale.
- Loma Linda University Health Care (LLUHC) - le centre des soins sanitaires.
- James M. Slater Proton Treatment and Research Center - le centre de recherche de protonthérapie.

Le centre médical opère l'un des programmes cliniques les plus importants des États-Unis en ce qui concerne la chirurgie et les soins des bébés[source secondaire nécessaire]. Il occupe une position de leader mondial dans la transplantation cardiaque infantile et la protonthérapie pour traiter le cancer de la prostate, des poumons, du cerveau ou d'autres types. Annuellement, il accueille plus de 33 000 hospitalisés et sert environ un demi-million de patients[source secondaire souhaitée].